# Mitici '80
Mitici '80 è stato un programma televisivo in onda su Italia 1 dall'8 luglio al 5 agosto 2010, condotto da Sabrina Salerno.

## Il programma
Il programma, curato da Irene Tarantelli e condotto da Sabrina Salerno con la partecipazione di Raffaella Fico e Melita Toniolo nel ruolo delle inviate in esterna (rispettivamente per le rubriche La foglia di Fico e Wonder Melita) e di quattro modelle (precisamente una per ogni puntata in prima tv) per la rubrica Backstage, era una ricognizione sulle mode e sulle tendenze degli anni ottanta e fu trasmesso, in prima tv, dall'8 al 29 luglio 2010.
Il 5 agosto 2010, ultima puntata del programma, è andato in onda, con il titolo Mitici '80 - 80 voglia di te, il meglio della trasmissione: in tale puntata speciale, infatti, è stato trasmesso il meglio dei servizi trasmessi nel mese precedente e un remix di quanto trasmesso nelle tre rubriche (Wonder Melita, La foglia di Fico e Backstage) nel corso delle quattro puntate originali in prima tv del programma citato di Italia 1.

### Struttura e rubriche
La trasmissione era strutturata in due parti, rispettivamente in onda nella prima e nella seconda serata: durante la prima parte (trasmessa prima delle ore 23.30, ovvero in prima serata) andavano in onda la rubrica Wonder Melita e i vari servizi del programma, mentre nella seconda parte (trasmessa dopo le ore 23.30, ovvero in seconda serata) andavano in onda due rubriche hot (ovvero La foglia di Fico e Backstage).

#### Wonder Melita
La rubrica Wonder Melita aveva come protagonista l'inviata in esterna Melita Toniolo, la quale, indossando un costume nato, secondo la conduttrice, da un "incrocio" tra quello di Wonder Woman e quello di Superman, presidiava, a seconda delle puntate, Piazza Affari (ovvero l'ingresso della Borsa di Milano) per cercare di intervistare i principali esponenti del mondo finanziario italiano oppure Montecitorio (ovvero l'ingresso della Camera dei deputati) per cercare di intervistare i politici e i passanti sui temi della politica e dell'economia.

#### La foglia di Fico
La rubrica intitolata La foglia di Fico aveva come protagonista l'inviata in esterna Raffaella Fico, la quale, in giro con un pulmino per l'Italia nelle varie spiagge e nei vari locali notturni, aveva il compito di fare delle domande a giovani ragazzi e ragazze per saggiare la conoscenza degli intervistati a proposito del sesso.

#### Backstage
La rubrica Backstage mostrava la creazione del calendario sexy di Mitici '80 (in edicola dal 30 luglio 2010): in ogni puntata, infatti, il programma mostrava il backstage di una delle quattro modelle protagoniste del calendario. Durante la puntata remix del 5 agosto 2010 fu trasmesso un remix con il "meglio" della rubrica Backstage e un inedito in cui la conduttrice intervistava le quattro modelle.

### Il calendario diMitici '80
Dalla rubrica Backstage citata sopra è stato realizzato il calendario sexy del programma in questione con protagoniste quattro modelle, ovvero la Playmate Sarah Nile (e realitystar - cioè concorrente - del Grande Fratello 10, showgirl della televisione italiana), la modella Lisandra Silva, le showgirl Francesca Cipriani (vincitrice della seconda edizione di La pupa e il secchione) e Florina Marincea (realitystar - cioè concorrente - della seconda edizione di La pupa e il secchione) nelle vesti delle dive degli anni ottanta.

## Ascolti
I dati indicati nella tabella di cui sotto sono stati presi dal sito DavideMaggio.it o dal sito TVBlog.it
| Puntata | Messa in onda           | Telespettatori | Share  |
| ------- | ----------------------- | -------------- | ------ |
| 1       | 8 luglio 2010           | 1.686.000      | 09,49% |
| 2       | 15 luglio 2010          | 1.906.000      | 12,49% |
| 3       | 22 luglio 2010          | 1.926.000      | 12,67% |
| 4       | 29 luglio 2010          | 1.954.000      | 12,79% |
| 5       | 5 agosto 2010 Il meglio | 1.884.000      | 12,19% |
| #       | Media Auditel           | 1.859.000      | 11,93% |